# 温迪·霍尔德纳
温迪·霍尔德纳（Wendy Holdener，1993年5月12日—）生于施维茨州翁特里伯格，是一名瑞士女子高山滑雪运动员。温迪·霍尔德纳三岁时开始接触滑雪，九岁时首次参加滑雪比赛，17岁时首次参加世界杯分站赛。她的哥哥凯文比她大三岁，同样也是滑雪选手，但因疾病原因于2011年退役。
2017年，温迪·霍尔德纳获得瑞士年度最佳女子运动员奖。